# Тисяча доларів на тиждень
Тисяча доларів на тиждень (англ. A Thousand Dollars a Week) — американська короткометражна кінокомедія режисера Воллеса Бірі 1916 року.

## У ролях
- Картер Де Хейвен — Тімоті Доббс
- Гілмор Хеммонд — імператор
- Рубі Кокс — ведуча леді
- Вола Вейл — Мері
- Хелен Леслі
- С. Норман Хеммонд — Роман Геро
- Роберт Мілаш